# Visões cristãs sobre a Antiga Aliança

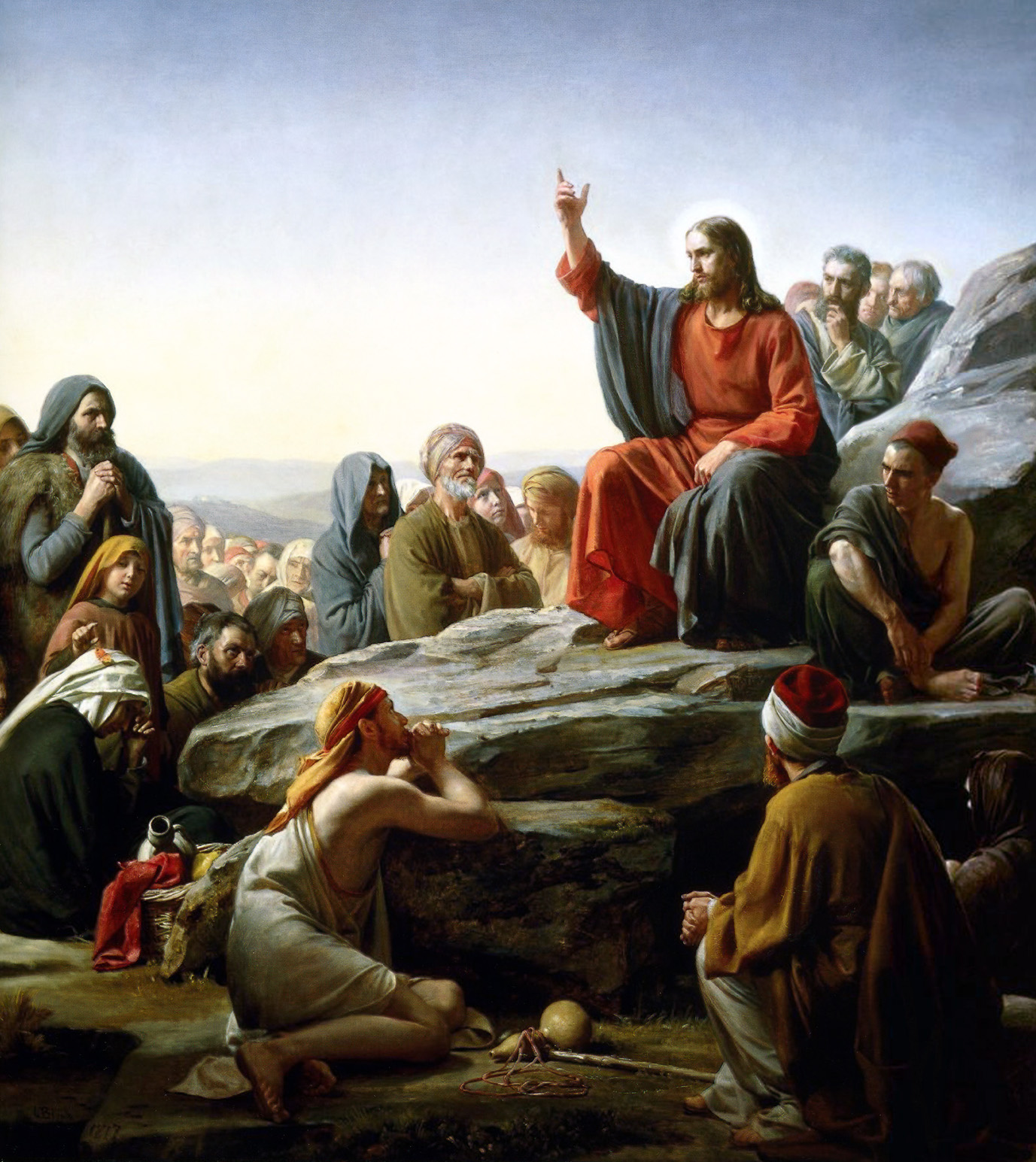
Representação do Sermão da Montanha, no qual Jesus Cristo comentou sobre a Antiga Aliança (Por Carl Heinrich Bloch, pintor dinamarquês, m. 1890).

Visões cristãs sobre a Antiga Aliança é o modo como os cristãos de modo geral, nas várias confissões/denominações/ ministérios cristãos têm acolhido, aplicado e/ou interpretado a Aliança Mosaica ou Lei de Moisés — que eles geralmente chamam de a "Antiga Aliança" (ou Antigo Testamento (em contraste com a Nova Aliança ou Novo Testamento). Essas visões diferenciadas têm desempenhado um papel importante desde as origens do Cristianismo e, por isso mesmo, tem ocasionado sérias controvérsias e disputas de cunho religioso, desde então.

Pode-se considerar que, biblica e historicamente, tudo começou com a pronunciação, pelo Senhor Jesus Cristo, do "Sermão da Montanha", relatado em Mateus, capítulos 5 a 7, bem como em Marcos 9:49-50, Lucas 6:20-23,37,38,41,42,46-49; 11:9-13,33; 12:22-31; 13:24; 14:34-35, no qual Ele faz uma apreciação comparada entre a Lei Antiga ("Ouvistes ou que foi dito aos antigos...") e a Nova Lei ("Eu, porém, vos digo...") que está, então, inaugurando. Essa apreciação comparada não contém, em si, demérito algum para a Antiga Lei Mosaica, mas anuncie, segundo as palavras de Jesus, uma Lei Nova, superior, amorosa, e mais rigorosa (pois visitava o interior de cada pessoa). De fato, segundo o relato bíblico de Mateus 7:28-29: "Quando Jesus acabou de pronunciar essas palavras, as multidões estavam admiradas com o seu ensino. Porque Ele as ensinava como quem tem autoridade, e não como os mestres da lei". Contudo, por razões culturais e religiosas já bem enraizadas, bem como a conveniência do povo judeu, entre o povo e os escribas e sacerdotes de então, derivou-se a chamada "Controvérsia da circuncisão no início do Cristianismo", entre outras controvérsias e disputas.
O Judaísmo rabínico afirma que Moisés apresentou as leis religiosas judaicas, exclusivamente para o povo Judeu e que, portanto, essas leis não se aplicam aos Gentios (inclusive Cristãos), a exceção das Sete Leis de Noé, que, segundo ele, aplicam-se a todas as pessoas.
A maioria dos cristãos crê que apenas as partes da lei que trata de preceitos morais (em contraste com as porcões da lei que estabelecem preceitos cerimoniais e rituais) são aplicáveis ainda, outros creem que nenhuma parte se aplica, enquanto teólogos de dupla aliança creem que a Antiga Aliança permanece válida apenas para os judeus, e a minoria dos cristãos crê que todas as partes ainda se aplicam aos crentes em Jesus Cristo, mesmo na vigência da Nova Aliança.

## Visões cristãs distintas

### Católica

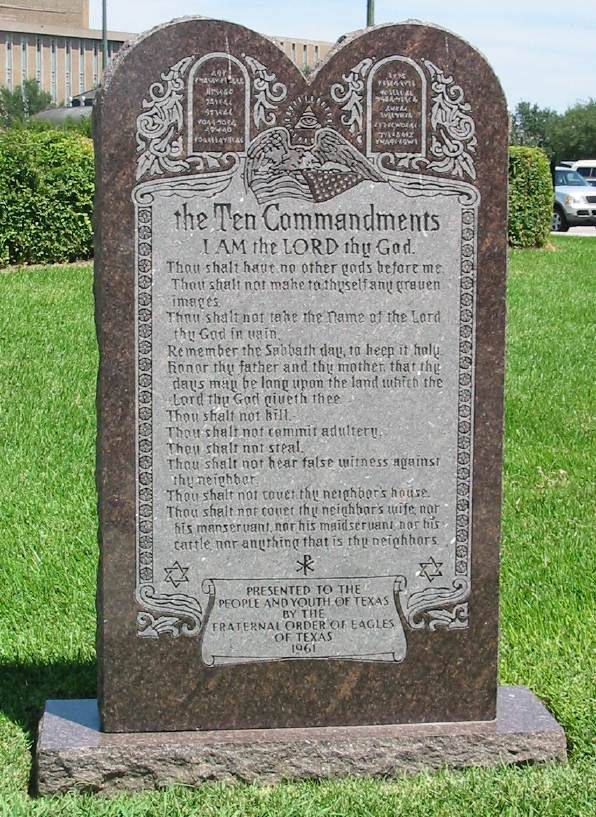
Os Dez Mandamentos num monumento no jardim do Capitólio Estadual do Texas, Decálogo completo, que inclui: "Lembra-te do dia do Sábado, para o santificar".

O teólogo Tomás de Aquino explicou que existem três tipos de preceitos bíblicos: morais, cerimoniais e judiciais. Ele sustenta que os "preceitos morais" são desde sempre, existentes mesmo antes de a Lei ser dada, por serem eles parte da lei da natureza. Já os "preceitos cerimoniais" (a "lei cerimonial", que trata das formas de adorar a Deus e da Limpeza ritual), e os "preceitos judiciais" (como os de Êxodo 21), passaram a existir somente com a Lei de Moisés, sendo apenas temporários. Os mandamentos cerimoniais foram "ordenados para o culto Divino apenas para esse tempo específico, para a prefiguração de Cristo". Assim, após a vinda de Cristo, deixaram de valer, e sua observância desde então, segundo Tomás de Aquino, equivaleria a declarar falsamente que Cristo ainda não veio, o que, para os Cristãos, era um pecado mortal.
No entanto, enquanto as leis judiciais deixou de valer com o advento de Cristo, aplicá-las não era um pecado mortal. Tomás de Aquino diz que, "se um soberano ordenar a aplicação desses preceitos judiciais em seu reino, ele não pecaria". Embora Aquino cresse que as especificidades das leis judiciais do Antigo Testamento mais valessem, ensinou que os preceitos judiciais continham princípios universais de justiça, que refletiam a lei natural. Assim, alguns estudiosos se referem a seus pontos de vista sobre o governo como "Teonomia da Equidade".
Ao contrário dos preceitos cerimoniais e judiciais, os preceitos morais continuam a valer, e são resumidos nos Dez Mandamentos (embora a atribuição do repouso semanal ao sábado considere-se só cerimonial). O Catecismo católico afirma:
"2068. O Concílio de Trento ensina que os Dez Mandamentos são obrigatórios para os cristãos e que o homem justificado ainda está obrigado a mantê-los; o Concílio Vaticano II confirma: "Os bispos, sucessores dos apóstolos, recebem do Senhor (...) a missão de ensinar todos os povos e de pregar o Evangelho a toda a criatura, para que todos os homens possam alcançar a salvação pela fé, pelo Batismo e pela observância dos Mandamentos."
2070. Os Dez Mandamentos pertencem à revelação de Deus. Ao mesmo tempo, eles nos ensinam a verdadeira humanidade do homem. Eles trazem à luz os deveres essenciais e, por conseguinte, indiretamente, os direitos fundamentais inerentes à natureza da pessoa humana. O Decálogo contém uma expressão privilegiada da lei natural: "Desde o início, Deus tinha implantado no coração do homem os preceitos da lei natural. Assim, Ele se comprouve em lembrar-se deles. Esse foi o Decálogo" (Ireneu de Lyon, Adv. Haeres. 4, 15, 1: pg 7/1, 1012).
2072.  Como expressam os deveres fundamentais do homem para com Deus e para com o próximo, os Dez Mandamentos revelam, em seu conteúdo primordial, obrigações graves. São fundamentalmente imutáveis e obrigam sempre e em toda parte. Ninguém pode dispensar deles. Os dez mandamentos são gravados por Deus no coração humano.
A Igreja Católica Apostólica Romana (ICAR) ensina que os Apóstolos teriam instituído a celebração religiosa do domingo, sem lhe transferir, contudo, as obrigações cerimoniais pertinentes ao Shabat, o Sábado Judaico, embora, mais tarde, algumas dessas obrigações viessem a se apegar ao domingo, todavia não sem oposição dentro da própria Igreja Católica de então A Igreja Católica Apostólica Romana, assim, fez aplicar ao domingo, o Dia do Senhor, o Terceiro Mandamento, de um decálogo modificado quando comparado com o Decálogo original.

### Luterana

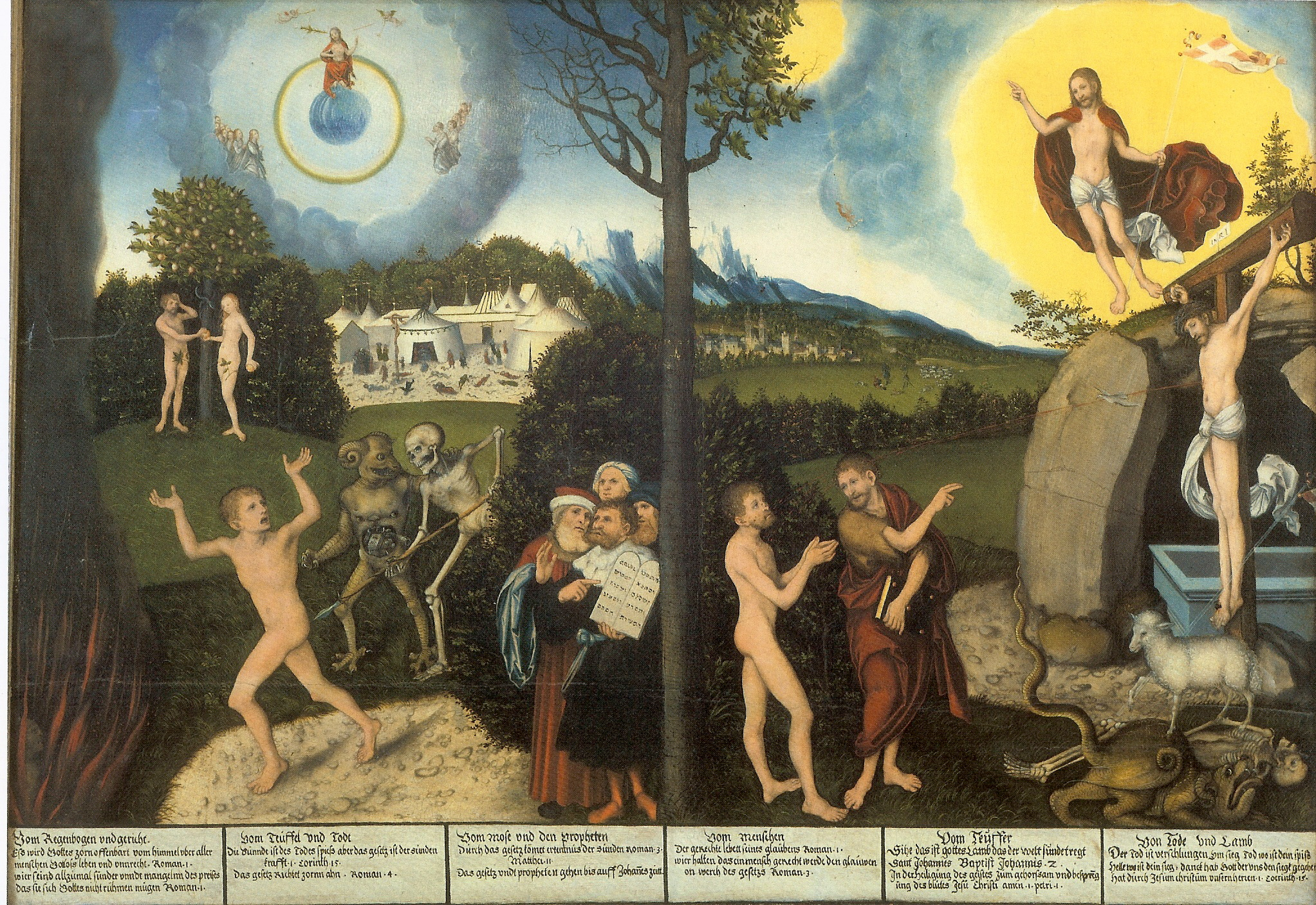
Lei e Graça (c. 1529), de Lucas Cranach, o Velho, um Luterano. À esquerda: a Lei. À direita: a Graça.

O Artigo V da Fórmula de Concórdia (1577) da Igreja Luterana declara:
| “ | Cremos, ensinamos e confessamos que a distinção entre a Lei e o Evangelho deve ser mantida na Igreja com grande diligência como uma luz especialmente brilhante, pela qual, de acordo com a admoestação de São Paulo, a Palavra de Deus é justamente dividida. | ” |

A distinção entre Lei e Evangelho é que a Lei exige obediência à vontade de Deus, e o Evangelho aponta para o perdão dos pecados n'A Pessoa e Obra de Jesus Cristo. Entre 1580 e 1713 (formação da Ortodoxia Luterana) esse princípio foi considerado de fundamental importância por teólogos Luteranos.
O fundamento da exegese e exposição bíblica evangélica luterana está contido na Apologia da Confissão de Augsburgo (Artigo 4) (1531):
Toda a Escritura deve ser distribuída nesses dois tópicos principais, a Lei e as Promessas. Pois, em alguns lugares, apresenta a Lei, e, em outros, a Promessa concernente a Cristo, ou seja, quando (no Antigo Testamento) promete que Cristo virá, e oferece, por amor d'Ele, a remissão dos pecados justificação, e a vida eterna ou quando, no Evangelho (no Novo Testamento), o próprio Cristo, em Seu ministério, prometeu a remissão dos pecados, a justificação e a vida eterna.
A Igreja Luterana, citando Colossenses 2 e Romanos 14, crê e afirma que a Circuncisão e outras leis cerimoniais do Antigo Testamento não mais se aplicam aos cristãos.

### Calvinista

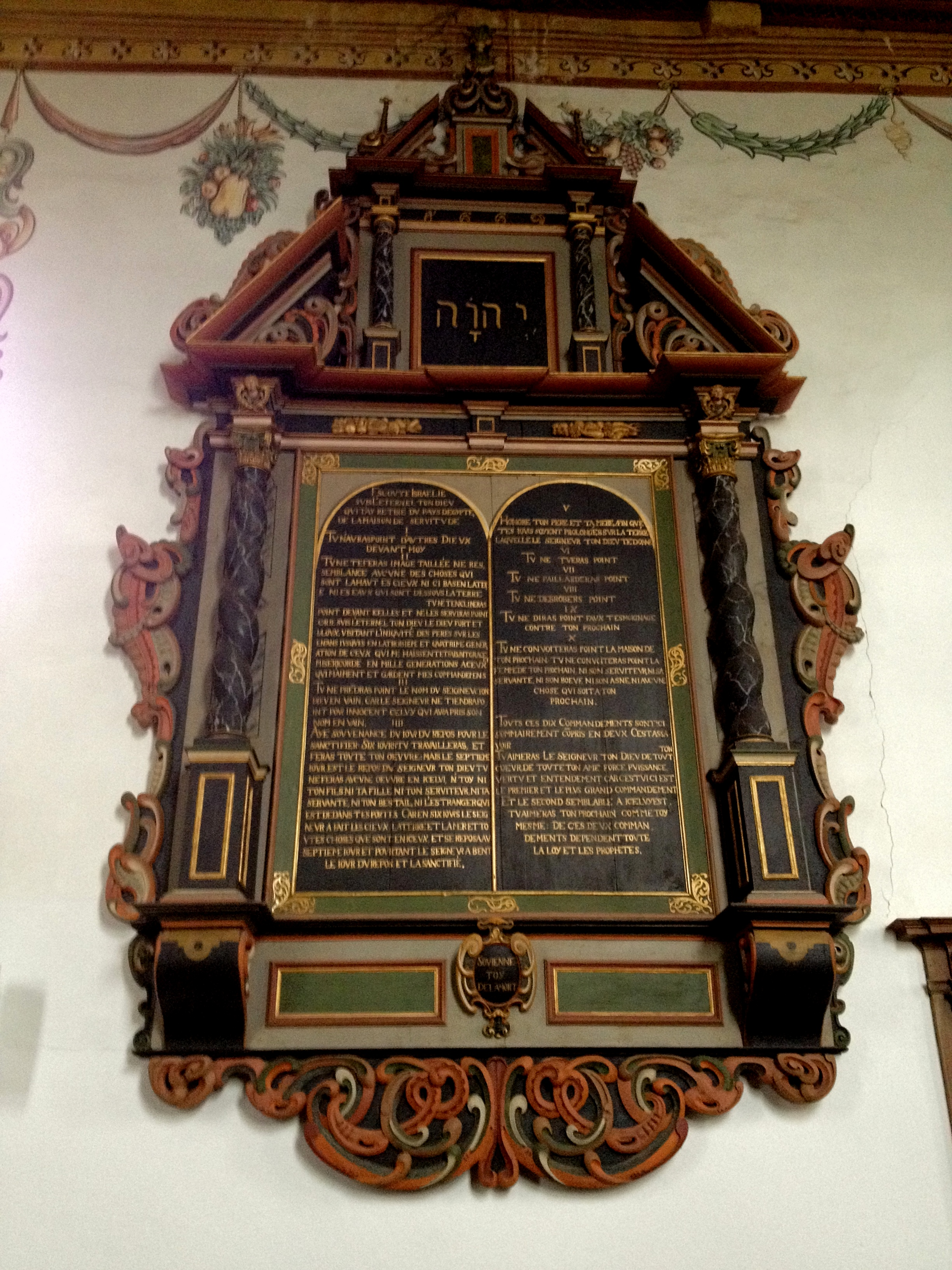
O decálogo da igreja reformada de Ligerz, Suíça

A visão das Igrejas Reformadas Calvinistas, referida como Teologia da Aliança, é semelhante à visão católica romana ao sustentar que a Lei Mosaica continua, em parte, sob a Nova Aliança, declara que outras partes "expiraram" e não são mais aplicáveis. A Confissão de Fé de Westminster (1646) divide as Leis de Moisés em três categorias: moral, cerimonial e civil. Na óptica dos Clérigos de Westminster (os "Divinos de Westiminster"), apenas as leis morais da Lei Mosaica, que incluem os Dez Mandamentos e os comandos por Jesus Cristo repetidos (ou convalidados) no Novo Testamento, aplicam-se diretamente aos cristãos de hoje, enquanto não mais se aplicam na atualidade as leis cerimoniais, as normas de pureza cerimonial, as festas, a dieta, e o sacerdócio levítico em sua originalidade.
Os defensores deste ponto de vista sustentam que, apesar de nem sempre ser fácil de fazer, a sobreposição entre as categorias não ocorre, e as divisões são possíveis e suportadas com base nas informações contidas nos comandos em si; especificamente, a quem são dirigidos, a quem ou o que (o seu conteúdo) eles expressam. Por exemplo, uma lei cerimonial pode ser dirigida aos Levitas, falar de purificação ou santificação e, ainda assim, ter conteúdo aplicável ou proveitoso em algum aspecto na vida ou ministério de Jesus Cristo e dos cristãos. Efetivamente, é isso o que ocorre: os preceitos de pureza e santidade nunca foram abolidos, mas foram levados à perfeição suprema em Cristo Jesus. Em consonância com isso, a maioria dos defensores também sustenta que, quando a Lei expressa algo como eterno, refere-se a determinadas categorias ou divisões da Lei (por exemplo, santidade).

### Anglicana e Metodista
As teologias Anglicana e Metodista sobre a Antiga Aliança expressam-se por suas declarações históricas, que são sua definição de instruções conhecida como os Trinta e Nove Artigos e Artigos de Religião, respectivamente.
O artigo 7 da Igreja da Inglaterra, na versão de 1563 e noutras, bem como o Artigo VI Artigos Metodistas de Religião, especificam apenas que "os cristãos estão vinculados aos mandamentos morais, contudo não aos cerimoniais, rituais, ou leis civis da Lei Mosaica".

### Dispensacionalista
Como um sistema teológico, o Dispensacionalismo acha-se enraizado nos escritos de John Nelson Darby (1800-1882) e no Movimento dos Irmãos, de Plymouth, mas ele nunca foi formalmente definido e incorpora diversas variantes. Dispensacionalistas dividem a Bíblia Sagrada em números variados de diferentes dispensações eras ou idades de provisão divina. Dispensacionalistas tradicionais creem que só o Novo Testamento aplica-se a igreja de hoje, ao passo que hiperdispensacionalistas creem que apenas a segunda metade do Novo Testamento, a partir do meio de Atos dos Apóstolos ou a partir de Atos 28, aplica-se aos cristãos atuais.
Wayne G. Strickland, professor de teologia da Universidade Multnomah, afirma que sua visão Dispensacionalista (não necessariamente "a" visão Dispensacionalista em geral, ou a única) é que "aquela na qual a era da igreja tem considerado a Lei inoperante".
Essa visão sustenta que as Leis mosaicas e as sanções delas decorrentes foram limitados a um determinada definição histórica e teológica do Antigo Testamento. Nessa perspectiva, a Lei foi dada a Israel do Antigo Testamento e, assim, não mais se aplicam desde o advento da Nova Aliança.
A Lei de Cristo substituiu a Lei de Moisés, guardando, no entanto, nítida semelhanças com a Lei Mosaica nos preceitos morais, mas é nova e diferente, aperfeiçoando, superando e substituindo a Lei Antiga. Apesar desta diferença, Dispensacionalistas continuam em busca de princípios morais e religiosos da Lei Mosaica aplicáveis para hoje.
Crendo que a Nova Aliança seja uma nova dispensação, George R. Law propôs que a Lei de Cristo está registrado no Evangelho de Mateus, capítulos 5-7. Ele sugere que o registro de Mateus para o Sermão da Montanha é  estruturado em forma literária semelhante à de um antigo Tratado de Aliança do Oriente Próximo. A teoria da Lei é baseada nas obras de Viktor Korošec, Donald J. Wiseman e George E. Mendenhall. Segundo esses autores, essa Nova Aliança, como as outras variações da aliança ao longo de toda a história antiga, pode ser identificada por sua combinação de antigos elementos de pacto. Se esse registro em Mateus pode ser identificado como o registro da prometida Nova Aliança, em seguida, o seu conteúdo também pode ser identificado como a apresentação formal da Lei de Cristo (e inclui os novos Dez Mandamentos de Cristo).
Uma visão do Dispensacionalismo compreende a era bíblica nesses sete períodos (que são ditos "dispensações"):
1. Período da inocência (Gn 1:1-3:7[36]), antes da queda de Adão;
2. Período da consciência (Gen 3:8-8:22[37]), De Adão a Noé;
3. Período do governo (Gen 9:1-11:32[38]), de Noé a Abraão;
4. Período da regra patriarcal (Gn 12:1[39]–Ex 19:25[40]), de Abraão a Moisés;
5. Período da Lei Mosaica (Ex 20:1[41]–At 2:4[42]), de Moisés a Jesus;
6. Período da graça (At 2:4[42]–Ap 20:3[43]), a atual era da igreja; e
7. Período de um Reino Milenar (1.000 anos) terreno, literal, que ainda está por vir (Ap 20:4,6[44][45]).

Um mal-entendido sobre o Dispensacionalismo considera a Aliança do Sinai (5.ª dispensação) ter sido substituída pelo Evangelho, Lei da Graça| (6.ª dispensação). Contudo, dispensacionalistas creem que Israel como nação e povo, distinta [do restante] da igreja, e sob a base da Aliança do Sinai, são apresentados nas promessas do Novo Testamento, que eles interpretam como referindo-se a um tempo futuro associado com o Milênio de Apocalipse 20 (7.ª dispensação). No pensamento dispensacionalista, embora o tempo da Ressurreição de Jesus até Seu Retorno(ou o Advento do Milênio) seja caracterizado pela proclamação do Evangelho, o Pacto do Sinai não é findado nem substituído, mas permanece "quiescente" aguardando o cumprimento no Milênio. Esse tempo de restauração judaica tem um lugar especialmente proeminente dentro do Dispensacionalismo (ver sionismo cristão).

### Teonomista
A partir dos anos 1970 e 1980, um obscuro ramo do Calvinismo, chamado Reconstrucionismo cristão, argumentou que tanto as leis civis como as leis morais da Antiga Aliança devem ser aplicados na sociedade de hoje (uma posição chamada Teonomia), projetando a criação de um "Estado Teonômico moderno". Esse ponto de vista é uma ruptura com a "posição reformada tradicional", incluindo a de João Calvino e a dos Puritanos, as quais sustentam que as leis civis foram ab-rogadas, embora permaneçam úteis como orientação e revelação do caráter de Deus.
Alguns teonomistas vão além e abraçam a ideia de que toda a Lei continua a funcionar, argumentando que a maneira pela qual os cristãos observam alguns comandos mudou, mas não o conteúdo ou o significado dos comandos. Por exemplo, eles diriam que os mandamentos cerimoniais sobre a Páscoa prenunciam a morte sacrificial de Cristo, e a ordenança da Ceia do Senhor lembra o passado. O primeiro é dado ao sacerdócio levítico e o segundo é dado ao sacerdócio de todos os crentes, mas ambos têm, em essência, o mesmo conteúdo e significado.

### Teologia da Aliança
A Teologia da Aliança (também conhecida como Aliancismo Cristão, Aliancismo, Teologia Federal, Federalismo Cristão) é uma visão conceitual e uma estrutura interpretativa para entender a estrutura geral da Bíblia Sagrada. Utiliza o conceito teológico geral de Aliança como princípio organizador e unificador da teologia cristã como por essa corrente concebida. A forma padrão da Teologia da Aliança vê a história das Alianças de Deus com a humanidade, da Criação à Queda, da Redenção à Consumação, sob o arcabouço de três Alianças Teológicas abrangentes: a da Redenção, a das obras e a da Graça.
Os aliancistas chamam essas três alianças de "teológicas" porque, embora não sejam explicitamente apresentados como tais na Bíblia Sagrada, são considerados teologicamente implícitos , descrevendo e resumindo uma riqueza de dados escriturísticos. Os sistemas de pensamento da Reforma Histórica tratam a Teologia da Aliança Clássica não apenas como um ponto de doutrina ou como um dogma central , mas como a estrutura pela qual o texto bíblico se organiza. A hermenêutica metodista tradicionalmente usa uma variação disso, conhecida como "Teologia da Aliança Wesleyana", que é consistente com a soteriologia arminiana.
Como uma estrutura para a interpretação bíblica, a Teologia da Aliança contrasta com o Dispensacionalismo sobre a relação entre a Antiga Aliança (com Israel nacional) e a Nova Aliança (com a casa de Israel (Jeremias 31:31) no Sangue de Cristo). Que tal estrutura existe parece pelo menos factível, desde os tempos do Novo Testamento, a Bíblia de Israel tem sido conhecida como o Antigo Testamento (isto é, Aliança; ver 2 Co 3:14), eles [judeus] ouvem a leitura da Antiga Aliança), em contraste com a adição cristã, que se tornou conhecida como o Novo Testamento (ou Nova Aliança). Detratores da Teologia da Aliança muitas vezes referem-se a ele como Supersessionismo (ou Teologia da substituição), devido à concepção de que essa Teologia ensina que Deus tenha abandonado as promessas feitas aos judeus e substituiu judeus pelos cristãos como seu povo escolhido na Terra. Os Teólogos da Aliança negam que Deus tenha abandonado suas promessas a Israel, mas veem o cumprimento das promessas feitas a Israel na pessoa e na obra do Messias, Jesus de Nazaré, que estabeleceu a igreja em continuidade orgânica com Israel, não como uma entidade de substituição separada. Muitos teólogos da Aliança também viram uma promessa futura distinta de restauração graciosa para a Israel ainda não regenerada.

### Nova Aliancista
A Teologia da nova Aliança (ou TNA), é um Sistema Teológico Cristão criado recentemente, que incorpora aspectos de Dispensacionalismo e da Teologia da Aliança.
Essa concepção teológica, TNA, alega que todas as leis da Antiga Aliança foram cumpridas por Cristo e são, portanto, canceladas ou revogadas, em favor da Lei de Cristo (a Nova Aliança). Isso pode ser resumido como a expectativa ética encontrada no Novo Testamento. Assim, TNA, por não rejeitar a lei religiosa judaico-cristã com um todo, mas apenas a lei da Antiga Aliança, difere do Antinomianismo, que prescreve a rejeição total da lei, antiga e nova, sustentando a eficácia e a validade apenas da fé para a Salvação. TNA está, também, em contraste com outros pontos de vista sobre a lei bíblica, na medida em que a maioria das outras igrejas cristãs não acredita que os Dez Mandamentos e outras leis Divinas da Antiga Aliança tenham sido "canceladas", mas permaneçam valendo.
Os teólogos da Nova Aliança veem a Lei de Cristo ou a Lei do Novo Testamento como realmente incluindo muitas das Leis Divinas, portanto, mesmo que todas as leis da Antiga Aliança tenham sido canceladas, muitas delas foram renovadas sob a Lei de Cristo. Essa é uma conclusão similar à dos sistemas teológicos cristãos mais antigos sobre o fato de que algumas leis da Antiga Aliança continuem válidas, mas recebam uma nova interpretação. Sobre a questão da lei, o Dispensacionalismo é mais semelhante à TNA, mas esta pode ainda estar desenvolvendo um sistema coerente que se distinguirá melhor dele. Richard Barcellos criticou a TNA por propor que os Dez Mandamentos foram cancelados.

### Dupla Aliancista
Desde o Holocausto Nazista, a questão de saber se o Cristianismo requer uma atitude "triunfalista" dos cristãos para com os judeus tornou-se "muito difícil" para os cristãos. Por tradição, os cristãos rejeitaram a visão "supersessionista" de que, na Nova Aliança, eles (os cristãos) tivessem-se tornado o "novo Israel espiritual", em substituição do "velho Israel carnal". Muitos cristãos agora rejeitam declaradamente a visão supersessionista. A Teologia da Dupla Aliança está em contraste direto com o Supersessionismo (e também as doutrinas do Extra Ecclesiam nulla salus e Solus Christus). Essa é uma visão liberal cristã, que sustenta que a Aliança Bíblica de Deus com o povo judeu é "eterna".

### Cristãos toraístas
Cristãos observantes da Torá veem a Lei Mosaica como de validade e aplicabilidade para os cristãos sob a Nova Aliança. Esse ponto de vista é baseado na ideia de que Jesus, como O Filho de Deus e Messias, não podia e não alteraria o padrão de obediência Divina, mas, em vez de afirmar as questões "maiores" e "menores" da Torá para aqueles que n'Ele depositaram sua fé. Efetivamente, no contexto geral da humanidade, desde o advento do Cristianismo, há tanto cristãos que são etnicamente judeus como, também, cristãos que são gentios perante a Torá.

## Controvérsias sobre a Lei
O livro Atos dos Apóstolos, no Novo Testamento, descreve um conflito entre os primeiros cristãos, acerca da necessidade de seguir todas as leis da Torá ao pé da letra, ou, em contraste — tendo em vista o advento da Era da Graça em Jesus — a libertação definitiva e plena, embora respeitosa (sem menosprezo pela Lei Antiga, mas, apenas com a grata certeza da plenitude da Graça), dessa obrigatoriedade (ver Concílio de Jerusalém e Incidente em Antioquia). No mesmo livro, está escrito que isso originou a Intervenção Divina para com a pessoa de Pedro Apóstolo (Atos 10:9-16;27,28. Como está escrito textualmente (Bíblia King James Atualizada):
- "(9) No dia seguinte, por volta do meio-dia, Pedro subiu ao terraço da casa para orar. Enquanto isso, os homens vinham pelo caminho e já estavam próximos de Jope.
- (10) Então, sentindo muita fome, desejou comer; entretanto, enquanto a refeição estava sendo preparada, de repente sobreveio-lhe um estado de completo êxtase.
- (11) Então, viu o céu aberto e algo parecido com um grande lençol que vinha descendo em direção à terra, amarrado pelas quatro pontas,
- (12) contendo toda espécie de quadrúpedes, bem como de animais que rastejam sobre a terra e aves do céu.
- (13) E, em seguida, uma voz lhe ordenou: 'Levanta-te, Pedro! Sacrifica e come'.
- (14) Porém, Pedro replicou: 'De maneira alguma, Senhor! Porquanto jamais comi alguma coisa profana ou impura'.
- (15) Contudo, a voz insistiu pela segunda vez: ' Não consideres impuro o que Deus purificou! '
- (16) Este diálogo ocorreu por três vezes, e logo em seguida o lençol foi elevado novamente para o céu.
- (27) Então, conversando com ele, Pedro entrou na casa e encontrou ali reunidas muitas pessoas
- (28) e lhes explicou: 'Vós bem sabeis que é contra a nossa Lei um judeu associar-se a qualquer gentio, nem mesmo por uma breve visita. Contudo, Deus revelou-me que a nenhuma pessoa devo considerar impura ou imunda.' "

Biblistas e estudiosos têm interpretado o ensino de Jesus Cristo expresso em Marcos 7:14-23, com ênfase em Marcos 7:19"b" (parte [b]), como sendo uma declaração feita pessoalmente por Ele com o teor de que [...] todos os alimentos são limpos [ou puros]. Como está escrito textualmente (Bíblia King James Atualizada):
- "(14) Jesus conclamou novamente a multidão para junto de si e lhes anunciou: 'Ouvi-me, todos, e entendei!
- (15) Nada existe fora da pessoa humana que, entrando nela, a possa tornar impura. Ao contrário, o que sai do ser humano é que o faz impuro.
- (16) Se alguém tem ouvidos para ouvir, ouça!'.
- (17) Então, após haver deixado a multidão e entrado em casa, os discípulos lhe pediram uma explanação sobre aquela parábola.
- (18) Ao que Ele lhes declarou: 'Ora, pois nem vós tendes tal entendimento? Não conseguis compreender que nada que entre no homem tem o poder de torná-lo impuro?
- 19) Porque efetivamente não entra em seu coração, mas sim em seu estômago, sendo digerido e depois expelido'. [b] Ao fazer essa afirmação, Jesus proclamava puros todos os alimentos.
- (20) E disse mais: 'O que sai do ser humano é o que o torna impuro'.
- (21) Pois é de dentro do coração dos homens que procedem aos maus pensamentos, as imoralidades sexuais, os furtos, os homicídios, os adultérios,
- (22) as ambições desmedidas, as maldades, o engano, a devassidão, a inveja, a difamação, a arrogância e a insensatez.
- (23) Ora, todos esses males procedem do interior, contaminam a pessoa humana e a tornam impura."

Essa questão ainda ganha foros de maior debate quando se comparam as passagens de Marcos 7:19b e a paralela de Mateus 15:10,15-20, sobre a mesma temática, a qual não cita, como o faz o Evangelho de Marcos, essa declaração expressa, como lá está. Como está escrito textualmente (Bíblia King James Atualizada):
- (10)Então, Jesus conclamou a multidão a aproximar-se e pregou: 'Ouvi e entendei!
- (11) Não é o que entra pela boca o que torna uma pessoa impura, mas o que sai da boca, isto sim, corrompe a pessoa'.
- (15) Então, pediu-lhe Pedro: 'Explica-nos a outra parábola?'
- (16) Ao que Jesus replicou: 'Também vós não compreendeis até agora?
- (17) Não entendeis ainda que tudo o que entra pela boca desce para o estômago, e mais tarde é lançado no esgoto?
- (18) Entretanto, as coisas que saem da boca vêm do coração e são essas que tornam uma pessoa impura.
- (19) Porque do coração é que procedem os maus intentos, homicídios, adultérios, imoralidades, roubos, falsos testemunhos, calúnias, blasfêmias.
- (20) Essas coisas corrompem o indivíduo, mas o comer sem lavar as mãos não o torna impuro'."

A Bíblia (Nova versão padrão revisada) também contém essa declaração de Marcos 7:19b: "Assim Ele declarou que todos os alimentos são limpos". O cerne da polêmica estabeleceu-se ao se pretender fazer conexão extensiva dessa declaração dos ensinos de Jesus com as leis ou preceitos de alimento do Pentateuco, como se Ele (Jesus) tivesse afirmado, naquele ensino e ocasião e passagem, que os preceitos dietéticos antigos não eram mais aplicáveis aos seus seguidores (ver, também, Antinomianismo no Novo Testamento). Como Marcos 7:19b — a parte "b" do versículo — não encontra correspondente direto em Mateus 15:10,15-20, o celeuma fica mais acirrado e tem sido uma tradução contestada, debatida e disputada, como, por exemplo, a Versão dos Estudiosos, que anuncia: "Isto significa que tudo o que comemos é purificado"; O Novo Testamento desvelado de Gaus anuncia que é: "tudo o que é comido é purgado". Ver, também, G2511, de Strong.
Há, porém, visões mais espirituais e, em consequência, menos conflitantes e contundentes, que entendem a declaração feita pelo Senhor Jesus em Mateus 15:10-20 ou em Marcos 7:14-23 como significando apenas o que Ele disse: "Não é o que entra pela boca o que torna uma pessoa impura, mas o que sai da boca [...], [mas] as coisas que saem da boca vêm do coração e são essas que tornam uma pessoa impura [...], pois é de dentro do coração dos homens que procedem aos maus pensamentos, as imoralidades sexuais, os furtos, os homicídios, os adultérios, as ambições desmedidas, as maldades, o engano, a devassidão, a inveja, a difamação, a arrogância e a insensatez. Ora, todos esses males procedem do interior, contaminam a pessoa humana e a tornam impura.". Daí não se fazem conjecturas ou hipóteses quaisquer, pois, no caso, uma interpretação extensiva, exegética, hermenêutica, é ousada e perigosa de se fazer, sob o risco de erros graves.
O termo disputado em questão é, em grego, καθαρός, transliterado neolatino katharós, pelo latim puritia, que significa "pureza". Gerhard Kittel escreve "é da essência do Novo Testamento que o antigo conceito ritual de pureza seja não só transcendido, mas rejeitado como não-obrigatório. Pureza espiritual e moral substituíram a pureza apenas cultual e ritual.". Jesus desenvolve sua doutrina da pureza, contrastando-a com o Farisaísmo, e, em Mateus 23:25-26, Ele rejeita a observância das normas de pureza [apenas] ritual, meramente exterior. O que [pode] contaminar o homem vem de dentro, do coração, conforme Marcos 7:20-23.
Muitos observam que Pedro Apóstolo nunca tinha comido coisa alguma que não fosse kosher (puro segundo os preceitos levíticos rituais da Lei Mosaica), mesmo anos após o Pentecostes (Atos 2). À visão celestial, ele logo anunciou: "De maneira alguma, Senhor! Porquanto jamais comi alguma coisa profana ou impura" (Atos 10:9-17). Assim, Pedro não sabia que Jesus tinha mudado as leis mosaicas sobre alimento, o que implica que — segundo esses observadores — Jesus não alterara essas regras. Mais tarde, todavia, ainda em Atos, deve-se destacar que Pedro Apóstolo entende, enfim, que a visão celestial é alusão espiritual aos gentios, agora [também] não mais impuros, mas limpos em Cristo Jesus. Em Marcos 7:14-23, com ênfase em Marcos 7:19"b" (parte [b]), Jesus pode ter referido apenas uma tradição dos fariseus a respeito de comer com as mãos sujas, que eles (fariseus) anunciavam como preceito de santidade. A expressão "puras são todas as comidas" pode ter significado apenas a digestão e a eliminação dos alimentos do corpo, em vez de anunciar expressamente que todos os alimentos eram, em si, "kosher" (puros legalmente). A confusão tem girado principalmente em torno do particípio adjetivo original grego para "purgar". Alguns estudiosos dizem concordar com a palavra para Jesus, que é quase quarenta palavras distante daquele particípio. Se esse for o caso, então isso significará que o próprio Jesus é quem está fazendo a purificação. No grego do Novo Testamento, no entanto, o particípio adjetivo raramente está tão longe do substantivo que ele modifica, e muitos estudiosos concordam que é muito mais provável que esse particípio adjetivo esteja modificando o processo digestivo (literalmente: esgoto, fossa ou latrina), apenas duas palavras distante.
Outros ainda acreditam que uma lista parcial dos mandamentos era meramente uma abreviatura (como era costume nos tempos judaicos antigos) que representava, na realidade, todos os mandamentos, mesmo porque — alegam eles — Jesus prefaciou sua declaração ao jovem rico com a declaração: "Se queres entrar na vida eterna, obedeça aos mandamentos" (Mateus 19:17b. Alguns entendem que, já que Jesus não qualificou seu pronunciamento, Ele teria referido todos os mandamentos. O jovem rico perguntou-lh'E "quais" mandamentos.Jesus deu-lhe lista parcial. O primeiro conjunto de mandamentos trata do relacionamento com Deus (hebraico: בין האדם למקום, transliterado neolatino bein ha'adam lamakom, ou inter Deum et hominem = "entre Deus e o homem"). O segundo conjunto, da relação com os demais homens (hebraico: בין האדם לאדם, transliterado neolatino bein ha'adam la'adam, ou inter populum = "entre as pessoas", "entre cada um e seu próximo"). Sem dúvida, Jesus considerou importante o relacionamento com Deus, mas Ele pode ter considerado que o jovem era falho nesse segundo conjunto ("entre as pessoas", "entre cada um e seu próximo"), o que o tornava obrigado para com os demais homens. (Isto está implícito em sua afirmação de que, para ser perfeito, ele deveria vender seus bens, entregá-los aos pobres e vir e seguir Jesus — abrindo-se-lhe, assim, um lugar no Reino vindouro.)
Várias vezes Paulo mencionou sobre adesão à "Lei" e pregou acerca de temas dos Dez Mandamentos, como idolatria (Ver Lei de Cristo). Muitos cristãos veem o Sermão da Montanha como apenas um comentário sobre os Dez Mandamentos. Na Era da Graça, Jesus disse não ter vindo abolir a Lei, mas para cumpri-la e levá-la à perfeição (Mateus 5:17-18: "Não penseis que vim destruir a Lei ou os Profetas. Eu não vim para anular, mas para cumpri-la e levá-la à perfeição. Com toda a certeza vos afirmo que, até que os céus e a terra passem, nem um "i" ou o mínimo traço se omitirá da Lei até que tudo se cumpra" (Ver Aderência à Lei e Antítese da Lei).

## História e plano de fundo

### Helenismo

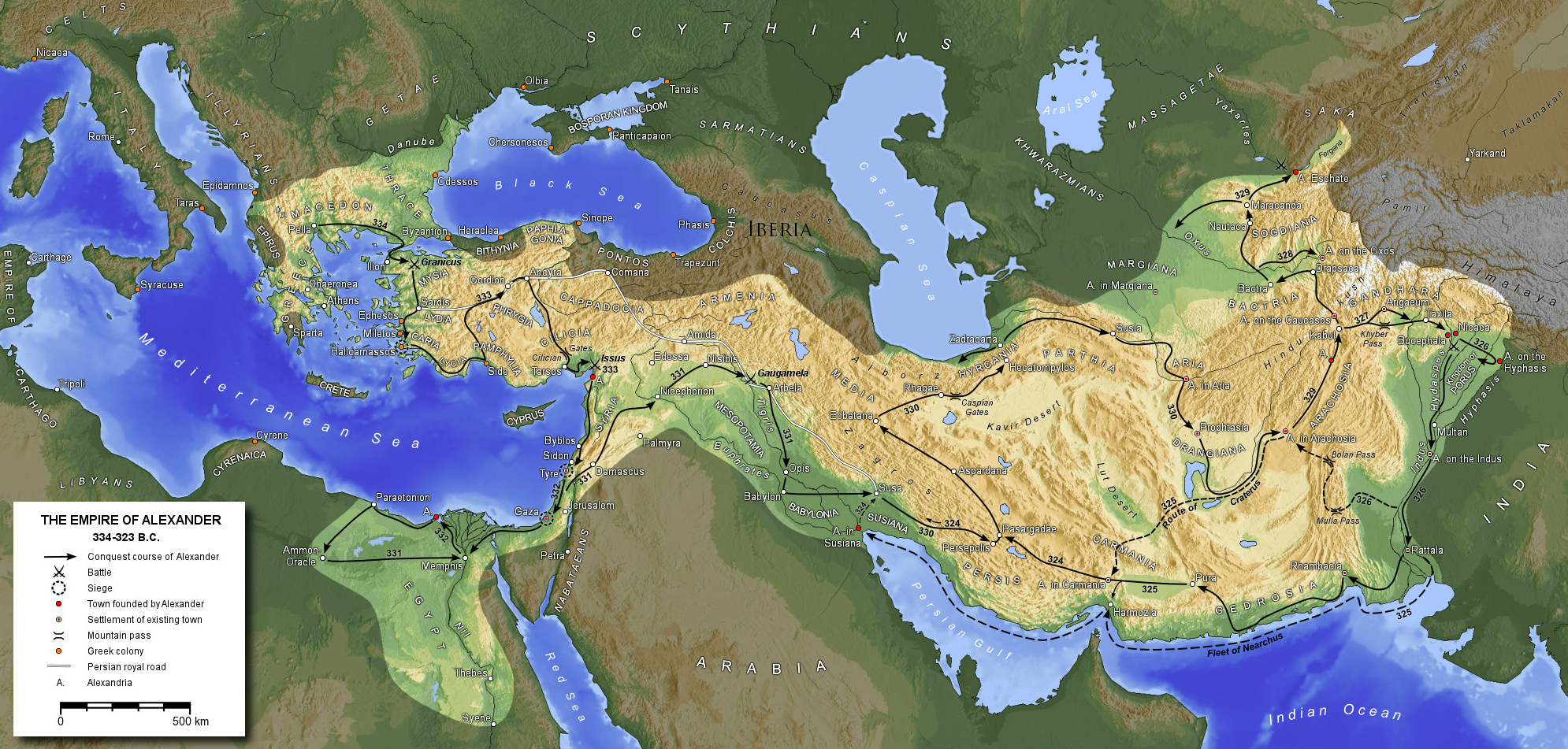
Mapa do Império de Alexandre c. 334–323 a.C. 334–323 a.C.

As conquistas de Alexandre, o Grande, no final do século IV a.C. espalharam a cultura e a colonização grega por terras não-gregas, incluindo a Judeia e a Galileia, e deram origem à era helênica, que buscava criar uma cultura comum ou universal no período alexandrino ou macedônio. Foi império baseado em Atenas, nos séculos V e IV a.C. (veja também a Era de Péricles), juntamente com uma fusão de culturas do Oriente Próximo.
Essa cultura helenística sintetizada teve um profundo impacto nos costumes e práticas dos judeus, tanto na terra de Israel como na diáspora. Houve um impasse cultural inicial entre as culturas judaica e grega. As incursões no judaísmo deram origem ao judaísmo helenístico na diáspora judaica, que tentou estabelecer a tradição religiosa judaico-hebraica dentro da cultura e da linguagem do helenismo. O principal produto literário do movimento foi a Septuaginta e os principais autores foram Filo de Alexandria e Flávio Josefo. Alguns estudiosos consideram Paulo de Tarso também um helenista (ver, também, Paulo de Tarso e Judaísmo).
Houve uma deterioração geral nas relações entre os judeus helenizados e os judeus religiosos, levando o rei selêucida Antíoco IV Epifânio a banir certos ritos e tradições religiosas judaicas, com o objetivo de transformar Jerusalém numa pólis grega, chamada Antioquia. Especificamente, ele decretou a pena de morte para qualquer um que observasse o sábado ou praticasse a Circuncisão, rededicou o Templo Judaico a Zeus e forçou os judeus a comer carne de porco. Consequentemente, os judeus ortodoxos revoltaram-se contra o governante grego, que levou à formação de um reino judeu independente, conhecido como Dinastia dos Asmoneus, que durou de 165 a.C. a 63 a.C.. A Dinastia Asmoniana desintegrou-se eventualmente em uma guerra civil. O povo, que não queria continuar a ser governado por uma dinastia corrupta e helenizada, apelou a Roma por intervenção, levando a uma total conquista romana e anexação do país (ver Província de Judeia) .
No entanto, as questões culturais permaneceram sem solução. A principal questão que separava os judeus helenísticos e ortodoxos era a aplicação de leis bíblicas em uma cultura helenística (Crisol de raças). Uma questão era a Circuncisão bíblica, que era repulsiva para a mente grega teoriza que o [primeiro cristão] veio em grande parte do grupo de judeus helenizados que eram menos ligados a rituais, filosofias e práticas judaicas. (ver, também, Antijudaísmo).

### Paulo Apóstolo e a Lei
Alguns eruditos vêem o Apóstolo Paulo (anteriormente, Saulo) como perfeitamente alinhado com o Judaísmo do século I (um "fariseu" discípulo de Gamaliel). Outros o veem em oposição ao Judaísmo do século I (ver passagens paulinas apoiando o Antinomianismo e o Marcionismo). Ainda outros veem-no em algum lugar entre esses dois extremos, oposto às "Leis Rituais" (como a Circuncisão), mas em total concordância com a "Lei Divina". Essas visões de Paulo são paralelas às visões da lei bíblica no Cristianismo. (Ver, também, Expansão da Lei versus Antítese da Lei e Cristianismo no primeiro século).

### Concílio de Jerusalém

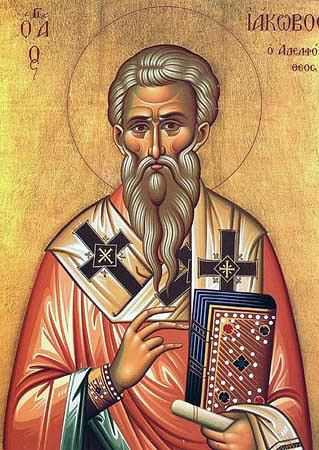
Ícone de Tiago, o Justo, cuja decisão foi adotada no Decreto Apostólico de Atos 15:19-29, c. 50 D.C.

O Concílio de Jerusalém (Atos 15:19-29), em cerca de 50 d.C., foi a primeira reunião no início do Cristianismo, com chamamento a analisar a aplicação da Lei Mosaica para a nova comunidade. Especificamente, ele teve de considerar se os novo gentios convertidos ao Cristianismo seriam obrigados a submeter-se à Circuncisão, para a plena adesão à Comunidade Cristã, mas estava consciente de que o problema tinha implicações mais amplas, pois a circuncisão é o "eterno" sinal do Aliança Abraâmica (Gênesis 17:9-14).
As diferenças modernas sobre essa matéria vêm da compreensão do uso da palavra "Lei" nos escritos de Paulo (Gálatas 3:10), como se referindo apenas à Lei Mosaica (Torá), mas no entendimento hebraico do 1.º século, tinha múltiplos significados, que também incluíam as leis civis judaicas e romanas.
Na época, a comunidade cristã teria se considerado parte da ampla comunidade judaica, com a maioria dos líderes da Igreja sendo prosélitos judaicos ou judeus .
A decisão do Concílio, passou a ser chamada Decreto Apostólico (Atos 15:19-21) e estabeleceu que a maioria da Lei Mosaica, incluindo a necessidade de Circuncisão masculina, não era obrigatória para os gentios convertidos, possivelmente a fim de tornar-lhes mais fácil integrarem-se ao movimento. No entanto, o Concílio manteve as proibições contra "comer carne contendo sangue", ou carnes de animais não devidamente mortos, bem como contra adultério, fornicação, prostituição e idolatria. Começando com Agostinho de Hipona, muitos têm visto uma conexão com as Leis de Noé, enquanto alguns estudiosos modernos, rejeitam essa ligação e, em seu lugar, observam Lv 17 e 18 como base. (Ver, também, Lei do Velho Testamento aplicável ao convertido e Levítico 18).
Conforme relato em Atos 15:19-21, Tiago Apóstolo diz aos crentes judeus para entenderem o seu motivo de escrever cartas aos crentes gentios, quando diz: "(19) Portanto, julgo que não se deve constranger aqueles que dentre os gentios se convertem a Deus, (20) todavia, escrever-lhes que se abstenham das contaminações dos ídolos, da imoralidade, da carne de animais sufocados e do sangue. (21) Porque desde os tempos antigos, Moisés é pregado em todas as cidades, bem como é lido nas sinagogas em todos os dias de sábado". Sabendo que os novos convertidos teriam que frequentar uma sinagoga para aprender a história de Israel e da Igreja, Tiago estabeleceu os crentes gentios com uma atitude inicial de precaução para com aqueles que pregariam a Lei de Moisés como um requisito para os crentes gentios.
O decreto apostólico pode ter sido o maior ato de diferenciação da Igreja de suas raízes judaicas  sendo a primeira a rejeição de Jesus, o primeiro já tendo sido a rejeição de Jesus. Embora o resultado não seja inconsistente com a visão judaica sobre a aplicabilidade da Lei Mosaica a não-judeus, o Decreto criou uma categoria de pessoas que eram membros da comunidade cristã (que ainda se considerava parte da comunidade judaica). ) que não foram considerados convertidos pela ampla comunidade judaica. Na comunidade judaica mais ampla, esses convertidos parciais foram bem-vindos (um termo comum para eles serem os que temem a Deus), semelhante ao movimento moderno de "B'nei Noé" (ver "Teologia da Dupla Aliança"), mas eles, como gentios, foram excluídos do próprio Templo e de certos rituais. Isso criou problemas especialmente quando a comunidade cristã havia se tornado dominada por antigos gentios com menos compreensão das razões da disputa.

### Marcião de Sinope
Em meados do segundo século, o bispo Marcião de Sinope propôs rejeitar toda a Bíblia judaica. Na verdade, ele considerou que o Deus retratado ali era uma divindade menor, apenas um demiurgo. Sua posição, no entanto, foi fortemente rejeitada pelo Cristianismo proto-ortodoxo, notadamente por Tertuliano e Irineu. Os termos Antigo Testamento e Novo Testamento são, tradicionalmente, atribuídos a Tertuliano, mas alguns estudiosos propõem Marcião como autor, enquanto outros estudiosos propõem que Melitão de Sardes tenha cunhado o termo Antigo Testamento.

### Johannes Agricola
Em 1525, Johannes Agricola propôs a doutrina de que a Lei não era mais necessária para os cristãos regenerados. Essa posição, no entanto, foi fortemente rejeitada por Martinho Lutero e na Fórmula de Concórdia, como Antinomianismo.

### Leon Tolstói
Em 1894, Leon Tolstói publicou O Reino de Deus está dentro de vós, em que ele desenvolveu a doutrina de que o Sermão da Montanha de Jesus, incluindo a sua "Antítese da Lei", conforme ele o concebeu, foram a verdadeira mensagem de Jesus. Apesar de Tolstói, na verdade, nunca ter usado o termo "Anarquismo cristão", as revisões de seus livros [e seus responsáveis...] parecem ter cunhado o termo.

### Pesquisas recentes
Estudiosos recentes influentes no debate sobre a lei incluem F. F. Bruce, Rudolf Bultmann, Heikki Räisänen, Klyne Snodgrass, C. E. B. Cranfield e outros, bem como alguns dos envolvidos com o Novas Perspectivas do movimento.
Em 1993, Zondervan publicou "A Lei, o Evangelho e o Cristianismo Moderno: Cinco pontos de Vista" (e aparentemente a republicou como "Cinco Pontos de Vista sobre a Lei e o Evangelho"), obra na qual os autores apresentaram e debateram cinco pontos de vista protestantes modernos sobre o tema. Willem A. VanGemeren apresentou uma visão reformada não-teonômica, Greg L. Bahnsen apresentou a visão reformada da teologia, Walter C. Kaiser Jr. apresentou a sua própria opinião, Wayne G. Strickland apresentou a sua própria visão dispensacionalista e Douglas J. Moo apresentou sua "visão luterana modificada", o que é, em todos os casos, mais uma abordagem da "Teologia da Nova Aliança".